# Đurđevi stupovi w Beranach
Đurđevi stupovi w Beranach (serb. Ђурђеви Ступови) – monaster Serbskiego Kościoła Prawosławnego położony niedaleko miasta Berane, w Czarnogórze. Jest głównym ośrodkiem eparchii budimlańsko-nikšickiej w Czarnogórze. Został ufundowany przez bratanka Stefana Nemanii, Stefana Prvoslava, syna wielkiego żupana Raszki Tihomira w 1213.